# Aeonium canariense
Aeonium canariense is een overblijvende plant uit de vetplantenfamilie (Crassulaceae). De plant is endemisch op de westelijke Canarische Eilanden.

## Naamgeving enetymologie
- Synoniem: Sempervivum canariense L.
- Spaans: Góngaro canario

De botanische naam Aeonium is afgeleid uit het Oudgriekse αἰώνιος, aiōnios (eeuwig), naar de overblijvende bladeren. De soortaanduiding canariensis verwijst naar de vindplaats, de Canarische Eilanden.

## Kenmerken

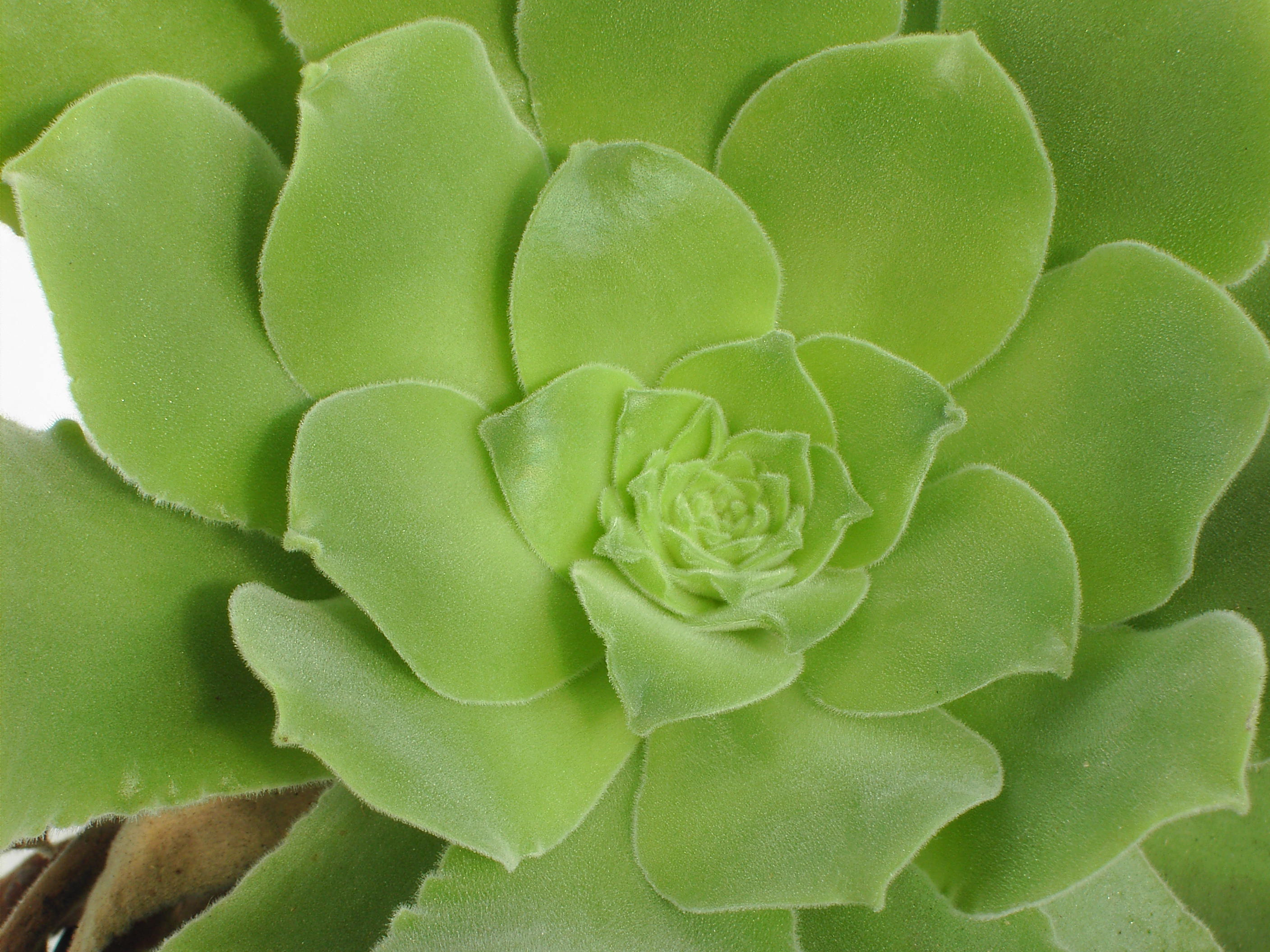
detail bladrozet

Aeonium canariense is een overblijvende, kruidachtige plant met een korte stengel en een schotelvormig, tot 50 cm breed bladrozet van spatelvormige, kort behaarde bladeren die meestal groen zijn maar in volle zon rood aanlopen.
De bloeiwijze is een tot 120 cm hoge, rechtopstaande tros met witte, groene, bleekgele of lichtroze bloemen.
De plant bloeit in het voorjaar.

## Habitaten verspreiding
Aeonium canariense groeit op zonnige of licht beschaduwde plaatsen op verweerde vulkanische bodem.
De plant is endemisch op de westelijke Canarische Eilanden waar deze voorkomt op Tenerife, La Palma, El Hierro, La Gomera en Gran Canaria.

## Taxonomie
Aeonium canariense kent vier ondersoorten, verspreid over vijf eilanden:
- A. c. subsp. canariense (L.) Webb & Berthel.(Tenerife)
- A. c. subsp. christii (Burchard) Bañares (La Palma, El Hierro)
- A. c. subsp. latifolium (Burchard) Bañares (La Gomera)
- A. c. subsp. virgineum (Webb ex Christus) Bañares (Gran Canaria)

... · 
A. arboreum · 
A. canariense · 
A. davidbramwellii · 
A. glandulosum · 
A. glutinosum · 
A. goochiae · 
A. hierrense · 
A. nobile · 
A. sedifolium · 
A. spathulatum · 
...